# Torrena
Torrena – 336,5-metrowa wieża telekomunikacyjna i turystyczna w mieście Guadalajara w Meksyku. Wieża była budowana od 2005 roku, a jej ukończenie pierwotnie planowano na 2007 rok, a później na rok 2009. Budowa wieży została zaniechana w 2006 roku.
Wieża miała również mieścić sklepy, kawiarnie, restauracje i banki.